# Epilobium rostratum
Epilobium rostratum är en dunörtsväxtart som beskrevs av Thomas Frederic Cheeseman.
Epilobium rostratum ingår i släktet dunörter och familjen dunörtsväxter. Inga underarter finns listade i Catalogue of Life.